# Oliverio Martínez
Oliverio Guillermo Martínez de Hoyos (Piedras Negras, 30 de enero de 1901-Ciudad de México, 21 de enero de 1938) fue un escultor mexicano.

## Trayectoria

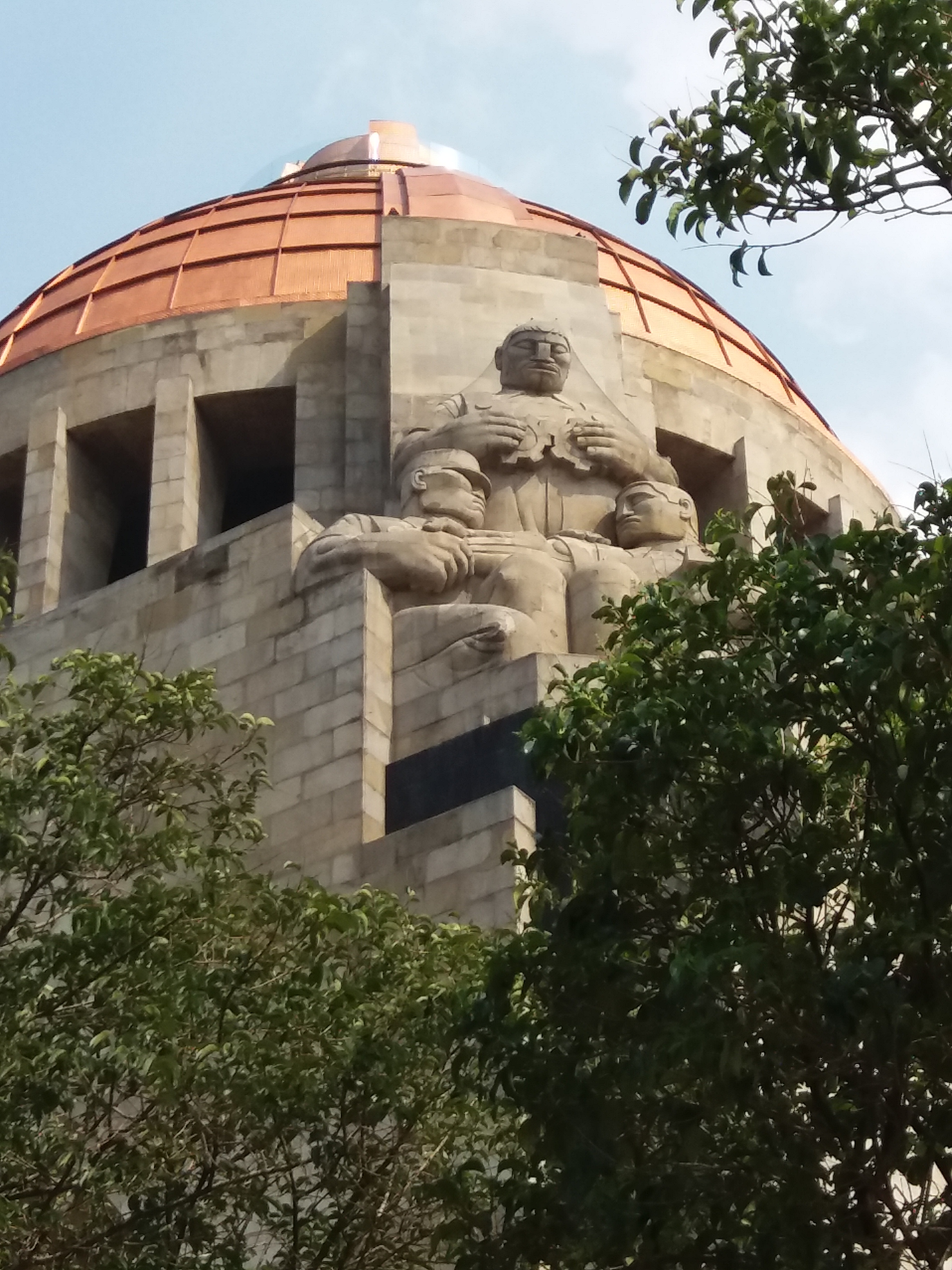
Detalle de la escultura «Las leyes obreras» en el Monumento a la Revolución

Hacia 1925 vivió en Nueva York trabajando en una oficina de Ferrocarriles Nacionales de México. En 1927 fue ayudante de taller en la Escuela de Escultura y Talla Directa. Estudió en la Escuela Nacional de Bellas Artes. Formó parte de la llamada Escuela Mexicana de Escultura y participaría con su obra en una renovación del discurso escultórico en México junto a artistas como Carlos Bracho y Guillermo Ruiz Reyes. Martínez sería alumno de Bracho al igual que Luis Ortiz Monasterio. En 1930 Oliverio Martínez se asoció con Ernesto Tamariz para realizar esculturas de gran formato.
El 17 de noviembre de 1933 un comité lanzó una convocatoria para el Monumento a la Revolución, de la cual el proyecto de Oliverio Martínez «Transformación» resultó finalista junto al de Federico Canessi y Fernando Leal, decidiendose el proyecto ganador tras realizarse maquetas de los conjuntos de esculturas de unos 11 metros «La Independencia», «Las Leyes de Reforma», «Las Leyes Agrarias» y «Las Leyes Obreras» a tamaño real del que quedarían, siendo colocadas cada una en la estructura del monumento en construcción. El proyecto incluía además de las cuatro esculturas en cada esquina del monumento, una escultura adicional de Francisco I. Madero que se colocaría a los pies del monumento, mismo que no se realizaría dada la prematura muerte de Martínez.  En 1936 se convertiría en director suplente de la Escuela de Escultura y Talla Directa.
Murió de manera prematura a los 36 años.  

## Obras
- Escultura de Emilio Carranza, Saltillo (1930)
- Escultura de Emiliano Zapata en Cuautla (1932)
- Esculturas «La Independencia», «Las Leyes de Reforma», «Las Leyes Agrarias» y «Las Leyes Obreras» del Monumento a la Revolución, Ciudad de México (1934)[4]